# Deutsche Esperanto-Jugend

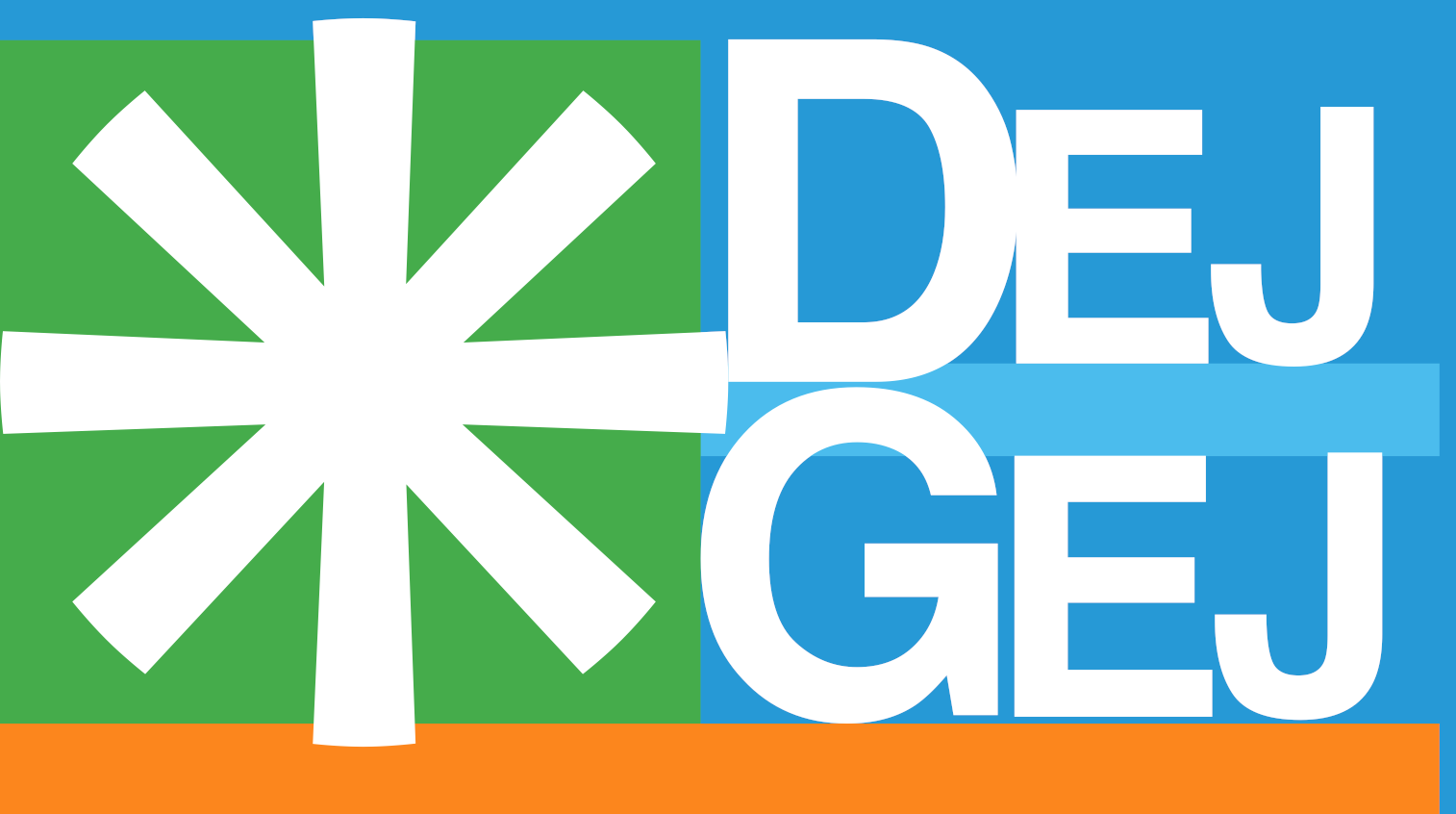
Logo der Deutschen Esperanto-Jugend

Die Deutsche Esperanto-Jugend e. V. (DEJ; Esperanto: Germana Esperanto-Junularo, GEJ) ist der selbstständige Jugendverband des Deutschen Esperanto-Bundes (DEB) und die deutsche Sektion der Weltesperantojugend (TEJO), die die internationale Plansprache Esperanto pflegen. Sitz des Vereins ist Berlin.
Ziel der Deutschen Esperanto-Jugend ist die Völkerverständigung insbesondere auf der Ebene der internationalen Jugendarbeit. Als Mittel zur Erreichung dieses Ziels wird Esperanto gesprochen.

## Geschichte
Die DEJ wurde am 4. Oktober 1951 aus der vorherigen Jugendsektion des Deutschen Esperanto-Bundes gebildet. Seit Januar 1989 ist die DEJ ein eingetragener Verein. Ende 1990 erfolgte eine Vereinigung mit der Esperanto-Jugend der DDR.
Von 1957/58 bis 2008/09 organisierte sie alljährlich das Silvestertreffen „Internationale Woche“. Seit 2009/10 organisiert sie gemeinsam mit der Polnischen Esperanto-Jugend die „Jugend-E-Woche“ (Junulara E-Semajno). Bislang sechsmal organisierte die DEJ im Auftrag der Esperanto-Weltjugend TEJO den Esperanto-Jugendweltkongress (1956 in Büsum mit 173, 1958 in Homburg mit 126, 1974 in Münster mit 250, 1985 in Eringerfeld mit 425, 1996 in Güntersberge mit 360 und 2015 in Wiesbaden mit 291 Teilnehmern).
Seit 1979 gibt die DEJ sechsmal jährlich eine Vereinszeitschrift heraus, zunächst unter dem Namen GEJ-Gazeto. Der Name der Zeitschrift wurde 1999 in kune geändert. Im Jahr 2024 wurde sie wieder in GEJ-Gazeto zurückbenannt; heute erscheint die GEJ-Gazeto als Teil von Esperanto aktuell, der Zeitung des Deutschen Esperanto-Bundes.
Die DEJ war mehrere Jahrzehnte lang Mitglied im Arbeitskreis zentraler Jugendverbände (AzJ). Nach der Wiedervereinigung schloss sich DEJ der Arbeitsgemeinschaft Neue Demokratische Jugendverbände (ANDJ) an, dem sie bis zu ihrem Erlöschen Anfang der 2010er-Jahre angehörte. Über AzJ und ANDJ war die DEJ dem Deutschen Bundesjugendring angeschlossen.

## Hauptaktivitäten
- Information der Öffentlichkeit über Esperanto
- Esperanto-Kurse anbieten
- Treffen organisieren
- Erstellung der Mitgliederzeitschrift GEJ-Gazeto

## Internationale Woche

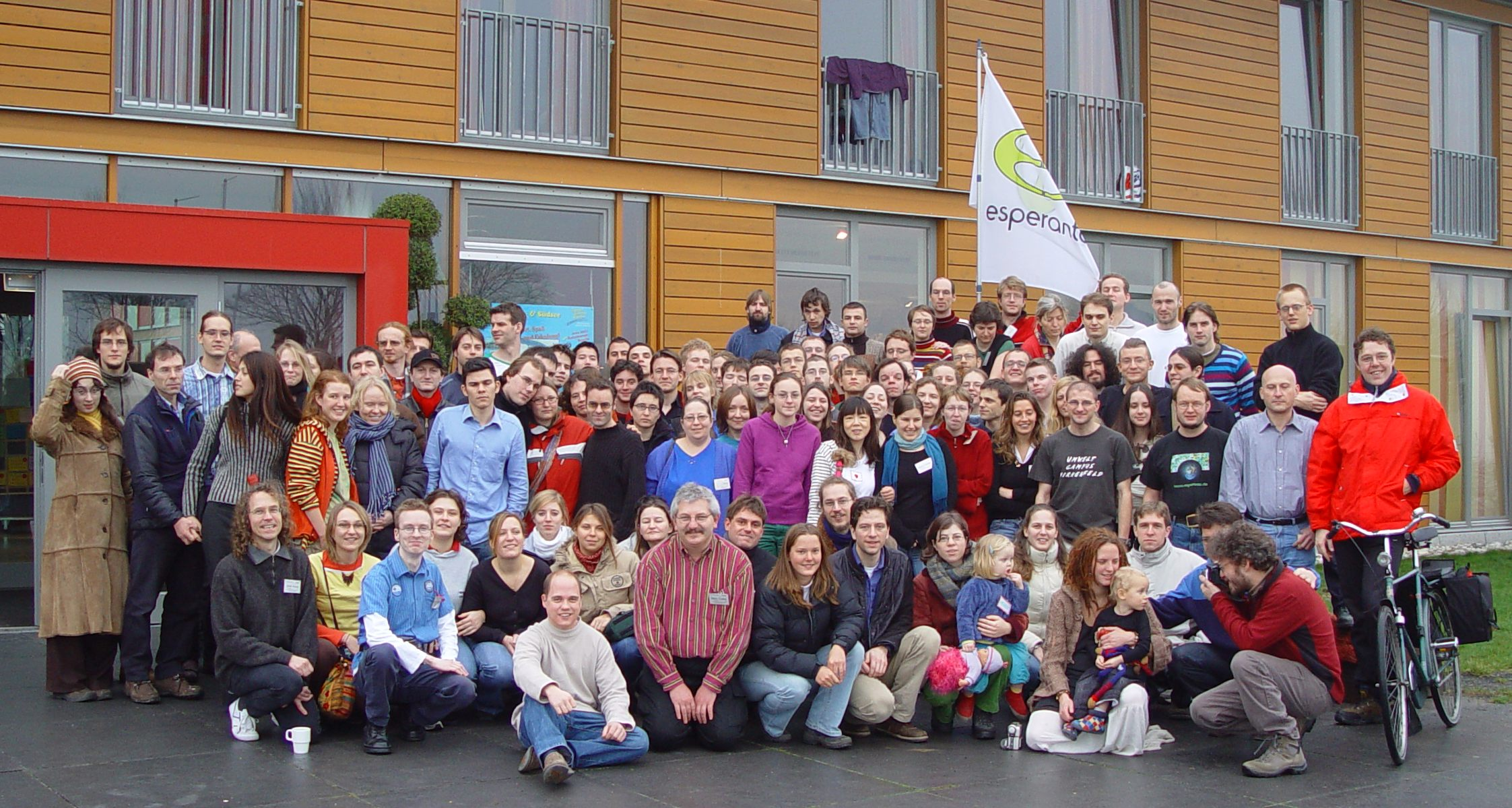
Einige Teilnehmer der Internationalen Woche 2005/2006 in Xanten

Die Internationale Woche (Internacia Seminario) war das jährliche Treffen der Deutschen Esperanto-Jugend. Sie fand seit dem Jahreswechsel 1957/1958 bis 2008/2009 alljährlich über Silvester in wechselnden Städten Deutschlands statt. Die Teilnehmerzahl stieg von 30–50 in den Anfangsjahren bis auf 390 zum Jahreswechsel 1990/1991 an und ging danach wieder zurück.
2006/2007 fand die Internationale Woche auf der Wewelsburg zum fünfzigsten Mal statt. Das Thema des Treffens war 50 Jahre IS – immer noch jung?. Es kamen 209 junge Esperanto-Sprecher aus über zwanzig Ländern. 2008/2009 fand in Biedenkopf die letzte Internationale Woche statt.

## Junulara E-Semajno (JES)
Zum Jahreswechsel 2009/2010 fand anstelle der Internationalen Woche und der Ago-Semajno erstmals die Junulara E-Semajno (JES, „Jugend-E-Woche“) als gemeinsame Veranstaltung von Deutscher und Polnischer Esperanto-Jugend statt. Grund für die Zusammenlegung war die Ähnlichkeit der Treffen, die beide ein jugendliches Publikum ansprachen. Man erhoffte sich unter anderem, durch eine enge Zusammenarbeit die Ressourcen beider Verbände besser nutzen zu können. Die JES findet seitdem jährlich zum Jahreswechsel statt, und zwar i. d. R. abwechselnd in Polen und Deutschland. Abweichend davon fand die siebte JES zum Jahreswechsel 2015/2016 in Eger in Ungarn statt, und die 15. JES ist zum Jahreswechsel 2024/2025 in der belgischen Stadt Ferrières geplant.